# 725 (numero)
Settecentoventicinque (725) è il numero naturale dopo il 724 e prima del 726.

## Proprietà matematiche
- È un numero dispari.
- È un numero composto con 6 divisori: 1, 5, 25, 29, 145, 725. Poiché la somma dei suoi divisori (escluso il numero stesso) è 215 < 725 è un numero difettivo.
- È un numero congruente.
- È un numero palindromo nel sistema di numerazione posizionale a base 12 (505) e a base 28 (PP). In quest'ultima base è altresì un numero a cifra ripetuta.
- È un numero malvagio.
- È parte delle terne pitagoriche  (85, 720, 725), (108, 725, 733), (120, 715, 725), (203, 696, 725), (333, 644, 725), (364, 627, 725), (435, 580, 725), (500, 525, 725), (725, 1740, 1885), (725, 2040, 2165), (725, 9048, 9077), (725, 10500, 10525), (725, 52560, 52565), (725, 262812, 262813).

## Astronomia
- 725 Amanda è un asteroide della fascia principale del sistema solare.
- NGC 725 è una galassia della costellazione della Balena.

## Astronautica
- Cosmos 725 è un satellite artificiale russo.